# Alfara del Patriarca
Alfara del Patriarca è un comune spagnolo di 3 032 abitanti situato nella comunità autonoma Valenciana.